# Céline Weber Koppenburg
Céline Weber Koppenburg, née à Chêne-Bougeries le 22 août 1974 (originaire de Menzingen), est une personnalité politique suisse, membre du parti vert'libéral. 
Elle est députée du canton de Vaud au Conseil national depuis novembre 2021.

## Biographie
Céline Weber Koppenburg naît Céline Weber le 22 août 1974 à Chêne-Bougeries, dans le canton de Genève. Elle est originaire de Menzingen, dans le canton de Zoug. Sa famille s'installe à Commugny, dans le canton de Vaud, alors qu'elle a trois ans. Son père y siège plus tard au Conseil communal. Au gymnase, elle est dans la même classe que le futur conseiller national Olivier Feller.  
Titulaire d'un doctorat en génie mécanique de l'École polytechnique fédérale de Lausanne (EPFL) sur le chauffage à distance, elle bénéfice d'une bourse du Fonds national suisse de la recherche scientifique et mène d'abord des recherches sur les technologies vertes à l'Université de Tokyo en 2001-2002 et à l'Université de Londres, puis travaille comme consultante en énergie dans un grand bureau d'ingénieurs genevois. En 2016, elle fonde son propre bureau de conseil en énergie, Focus-E,,.  
Elle est mariée depuis 2008 à Patrick Koppenburg, physicien, avec qui elle a deux filles. Elle habite à La Rippe, dans le district de Nyon. Elle se déclare de confession protestante.  

## Parcours politique
Elle adhère aux Vert'libéraux en 2011, après avoir rejoint Pro Natura à l'adolescence.
Candidate au Grand Conseil vaudois en 2012, elle n'est pas élue mais finit en première position des candidats non élus de sa liste. Elle renonce toutefois à accéder au parlement cantonal lors de la démission de Patrick Vallat pour se consacrer à sa fille, alors âgée de six mois.
Candidate au Conseil national en octobre 2019, elle crée la surprise en finissant troisième de la liste vaudoise du Parti vert'libéral, devant des politiciens connus dans le canton. Son positionnement en tant que spécialiste en énergie aurait joué un rôle dans son succès. Elle accède à la Chambre basse du Parlement le 29 novembre 2021 après la démission d'Isabelle Chevalley. Elle siège au sein de la Commission de la science, de l'éducation et de la culture (CSEC). Elle est réélue en octobre 2023.